# Sigmaringendorf
Sigmaringendorf là một thị xã nhỏ nằm ở huyện Sigmaringen, thuộc bang Baden-Württemberg, Đức.

## Thị trưởng
Kể từ tháng 9 năm 2018, Phillip Schwaiger là thị trưởng của Sigmaringendorf.
- Alois Henne (1980-2018)
- Wilhelm Siebenrock (1946–1953)
- Alois Maucher (1953–1980)